# Aronde
Az Aronde folyó Franciaország területén, az Oise jobb oldali mellékfolyója.

## Nevének eredete
Az ókori  neve Aronna volt, amely a kelta Ar szó (a. m. folyó) bővített változata.

## Földrajzi adatok
A folyó Oise megyében, Montiers-nél ered, és Clairoix-nál torkollik az Oise-ba. Hossza 26 km, vízgyűjtő területe 285 km². Átlagos vízhozama 1,3 m³ másodpercenként.

## Megyék és városok a folyó mentén
- Oise: Wacquemoulin, Neufvy-sur-Aronde, Gournay-sur-Aronde, Monchy-Humières, Baugy, Coudun és Bienville.